# Darley Ramon Torres
Darley Ramon Torres, noto come Darley Torres (Pedro Leopoldo, 15 dicembre 1989), è un calciatore brasiliano, portiere del Retrô.

## Carriera

### Club

#### Atlético Mineiro
Darley ha iniziato la sua carriera nell'Atlético Mineiro. A 17 anni ha fatto il suo debutto nel club di Belo Horizonte, totalizzando alla fine 7 presenze.

#### Feyenoord
Il 19 febbraio 2008 è passato al Feyenoord per 700.000 euro. Nelle stagioni 2007-2008 e 2008-2009 ha giocato nella formazione Under-19. Per la stagione successiva è passato in prima squadra, visto il mancato rinnovo del contratto a Henk Timmer. Darley ha offerto delle buone prestazioni nelle amichevoli pre-campionato contro Sporting Lisbona e Sampdoria. Il 2 agosto 2009 debutta in Eredivisie contro il N.E.C. giocando soltanto un tempo e sostituito per infortunio dall'inizio del secondo tempo da Rob van Dijk (partita poi vinta 2-0 dal Feyenoord). Darley ha giocato nuovamente l'8 novembre 2009 contro l'AZ Alkmaar, visto che van Dijk era stato espulso nella precedente partita contro l'Ajax.